# Hypnoidus
Hypnoidus là một chi bọ cánh cứng trong họ 
Elateridae.
Chi này được miêu tả khoa học năm 1829 bởi Dillwyn.

## Các loài
Các loài trong chi này gồm:
- Hypnoidus abbreviatus (Say, 1823)
- Hypnoidus advena (Gistel, 1857)
- Hypnoidus aequalis Candèze, 1881
- Hypnoidus affinis Dolin & Cate, 2002
- Hypnoidus alpinus Dolin, 1999
- Hypnoidus alticola Gurjeva, 1963
- Hypnoidus anatolicus Platia & Gudenzi, 2000
- Hypnoidus atomus (Candèze, 1878)
- Hypnoidus audryae Stibick, 1980
- Hypnoidus auricomus (Reitter, 1910)
- Hypnoidus badachschanicus Dolin, 1998
- Hypnoidus balassogloi (Candèze, 1889)
- Hypnoidus beckeri Stibick, 1980
- Hypnoidus beneschi Dolin, 1999
- Hypnoidus bicolor (Eschscholtz, 1829)
- Hypnoidus brevicollis Dolin & Cate, 2002
- Hypnoidus brevis Dolin & Cate, 2001
- Hypnoidus brezinai Dolin & Cate, 1998
- Hypnoidus businskyi Dolin & Cate, 1998
- Hypnoidus butti Stibick, 1980
- Hypnoidus cachemirensis (Candèze, 1897)
- Hypnoidus canaliculatus (Gebler, 1841)
- Hypnoidus candezei Fleutiaux, 1905
- Hypnoidus carinatissimus Cherepanov, 1957
- Hypnoidus caucasicus Platia & Gudenzi, 2005
- Hypnoidus conformis Dolin & Cate, 2003
- Hypnoidus consobrinus (Mulsant & Guillebeau, 1855)
- Hypnoidus costae Stibick, 1980
- Hypnoidus cryptohypnoidus Miwa, 1930
- Hypnoidus deuvei Dolin & Cate, 2001
- Hypnoidus dzhungaricus Dolin, 1998
- Hypnoidus fasciatus Candèze, 1865
- Hypnoidus flavosignatus Heller, 1936
- Hypnoidus fuchsi Stibick, 1979
- Hypnoidus ghilarovi Dolin & Bessolitzina, 1991
- Hypnoidus gibbus (Gebler, 1847)
- Hypnoidus gruenwaldti Dolin, 1998
- Hypnoidus gurjevae Stibick, 1979
- Hypnoidus guttatus Dolin & Cate, 2002
- Hypnoidus haplonotus (Reitter, 1910)
- Hypnoidus heinrichi Stibick, 1980
- Hypnoidus impressicollis (Mannerheim, 1853)
- Hypnoidus iturupensis Platia & Gudenzi, 2005
- Hypnoidus javanus Candèze, 1878
- Hypnoidus jeffreyi Dolin & Cate, 2002
- Hypnoidus koltzei (Reitter, 1910)
- Hypnoidus kopetdaghensis Dolin, 1998
- Hypnoidus kuldzhensis Dolin & Cate, 1998
- Hypnoidus leei Stibick, 1968
- Hypnoidus leseigneuri Stibick, 1980
- Hypnoidus meinertzhageni (Broun, 1881)
- Hypnoidus mendeli Dolin & Cate, 2001
- Hypnoidus murzini Dolin & Cate, 2002
- Hypnoidus narynensis Dolin & Cate, 1998
- Hypnoidus nepalensis (Ôhira & Becker, 1973)
- Hypnoidus niphe (Gistel, 1857)
- Hypnoidus nitidicollis (Koenig, 1889)
- Hypnoidus nitidus (Fleutiaux, 1902)
- Hypnoidus nivalis Fairmaire & Germain, 1860
- Hypnoidus nocturnus (Eschscholtz, 1829)
- Hypnoidus oberthuri Candèze, 1881
- Hypnoidus obovatus Dolin & Cate, 2003
- Hypnoidus olivaceus (Eschscholtz, 1829)
- Hypnoidus opacicollis (Reitter, 1910)
- Hypnoidus parallelocollis Dolin & Cate, 2002
- Hypnoidus patoni Dolin, 1999
- Hypnoidus persimilis Dolin & Cate, 2001
- Hypnoidus pictus Bessolitzina & Dolin in Dolin & Bessolitzina, 1991
- Hypnoidus problematicus Dolin & Cate, 2003
- Hypnoidus quadrimaculatus Vats & Chauhan, 1991
- Hypnoidus quadritactus (Candèze, 1900)
- Hypnoidus riparius (Fabricius, 1775)
- Hypnoidus rivularius (Gyllenhal, 1827)
- Hypnoidus rufescens (Gebler, 1847)
- Hypnoidus sachalinensis Dolin, 1987
- Hypnoidus sajanus Bessolitzina & Dolin in Dolin & Bessolitzina, 1991
- Hypnoidus semiaeneus Pic, 1916
- Hypnoidus shanskyi Stibick, 1979
- Hypnoidus signatellus Schenkling, 1925
- Hypnoidus squalidus (LeConte, 1853)
- Hypnoidus stibicki Dolin & Bessolitzina, 1991
- Hypnoidus suturalis Candèze, 1878
- Hypnoidus tibetanus Dolin & Cate, 1998
- Hypnoidus tilloae Stibick, 1980
- Hypnoidus topali Dolin & Cate, 2001
- Hypnoidus tscherepanovi Stibick, 1979
- Hypnoidus tuvensis Dolin & Bessolitzina, 1991
- Hypnoidus various (Gurjeva, 1968)
- Hypnoidus vonhayeka Stibick, 1980